# 漫威電影宇宙：第一階段
漫威電影宇宙：第一階段（英語：Marvel Cinematic Universe: Phase One）是基於漫威漫畫出版物中的角色製作的系列電影，是漫威電影宇宙的第一階段，共包括6部電影。2008年電影《鋼鐵人》是這個階段的第一部電影，該階段完結於2012年電影《復仇者聯盟》。凱文·費吉擔當本階段每部電影的監製，此外，艾維·亞拉與他共同擔當《鋼鐵人》和《無敵浩克》的監製，蓋兒·安·赫德與前兩者共同擔當《無敵浩克》的監製。本階段6部電影共計收穫票房38億美元，在市場取得巨大成功。
山繆·傑克森在本階段以主演或客串出演身份出現於5部電影當中，最初的六名復仇者聯盟成員飾演者小勞勃·道尼、克里斯·伊凡、馬克·盧法洛、克里斯·漢斯沃、史嘉蕾·喬韓森和傑瑞米·雷納均與漫威影業簽訂了多部影片的出演合同。另外，為在多個文娛領域拓展漫威電影宇宙，漫威影業拍攝3部漫威短片，並出版了電影改編的漫畫和遊戲。本階段與第二階段和第三階段合成漫威電影宇宙的第一個完整階段無限傳奇。

## 開發
2005年11月，漫威從新線影業手中重新獲得了鋼鐵人的影視改編權。2006年2月，漫威從環球影業手中重新獲得了浩克的影視改編權，環球影業仍保留由此改編的影片《無敵浩克》的發行權，並且擁有是否作為此後漫威影業製作的所有以浩克為主角的影片發行方的優先選擇權。2006年4月，漫威影業宣佈製作以索爾為主角的影片。2006年6月，漫威從獅門娛樂手中重新獲得了「黑寡婦」娜塔莎·羅曼諾夫的影視改編權。
2007年3月，凱文·費吉成為漫威影業總裁，同時電影《鋼鐵人》開啟拍攝。2008年5月，《鋼鐵人》首週末開畫票房取得成功之後，漫威影業宣佈啟動製作續集，《鋼鐵人2》計劃於2010年4月30日首映。《雷神索爾》計劃於2010年6月4日上映。《美國隊長：復仇者先鋒》計劃於2011年5月6日上映。《復仇者聯盟》計劃於2011年7月15日上映。2009年3月，漫威將《雷神索爾》的首映日期調整至2011年6月17日，隨後又調整至2011年5月20日。《美國隊長：復仇者先鋒》的首映日期調整至2011年7月22日，《復仇者聯盟》的首映日期調整至2012年5月4日。
2010年1月，《雷神索爾》的首映日期最後定檔為2011年5月6日。2010年10月18日，華特迪士尼電影公司從派拉蒙影業手中獲得了《復仇者聯盟》的影片發行權，派拉蒙影業的標誌仍保留於影片之中。2013年7月2日，迪士尼從派拉蒙手中取得了《鋼鐵人》、《鋼鐵人2》、《雷神索爾》和《美國隊長：復仇者先鋒》的發行權。

## 電影
| 序 | 電影                     | 美國上映日期  | 導演          | 編劇                                               | 監製                               |
| -- | ------------------------ | ------------- | ------------- | -------------------------------------------------- | ---------------------------------- |
| 1  | 《鋼鐵人》               | 2008年5月2日  | 強·法夫洛     | 馬克·費格斯、霍克·奧斯比、阿特·馬庫姆和馬特·霍洛威 | 艾維·亞拉和凱文·費吉               |
| 2  | 《無敵浩克》             | 2008年6月13日 | 路易斯·賴托瑞 | 塞克·潘                                            | 艾維·亞拉、蓋兒·安·赫德和凯文·费吉 |
| 3  | 《鋼鐵人2》              | 2010年5月7日  | 強·法夫洛     | 賈斯汀·塞洛克斯                                    | 凯文·费吉                          |
| 4  | 《雷神索爾》             | 2011年5月6日  | 肯尼斯·布萊納 | 艾許利·米勒＆柴克·史坦茲和唐·佩恩                  | 凯文·费吉                          |
| 5  | 《美國隊長：復仇者先鋒》 | 2011年7月22日 | 喬·約翰斯頓   | 克里斯多佛·馬庫斯＆史蒂芬·麥費利                   | 凯文·费吉                          |
| 6  | 《復仇者聯盟》           | 2012年5月4日  | 喬斯·溫登     | 喬斯·溫登                                          | 凯文·费吉                          |

### 《鋼鐵人》（2008年）

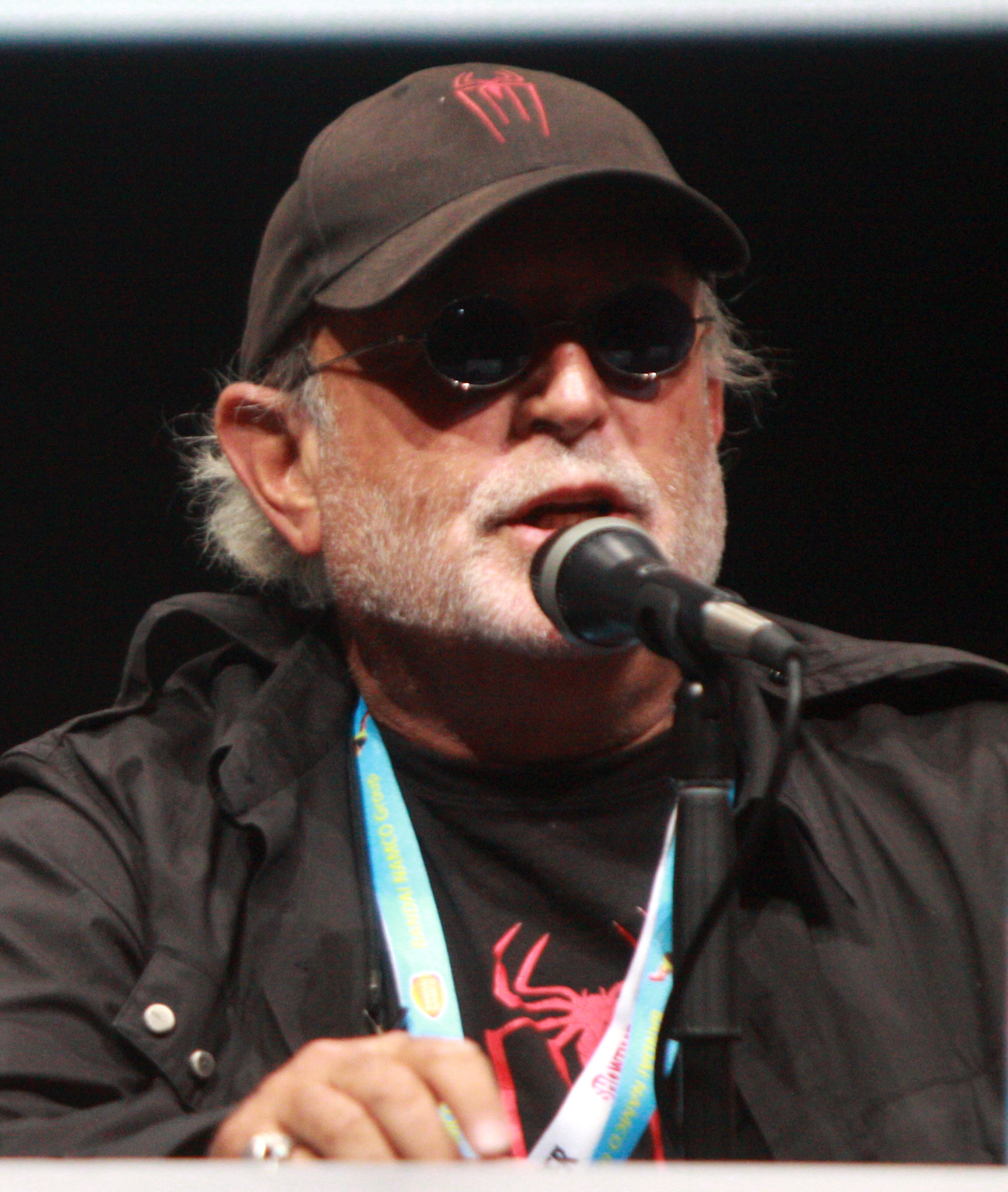
艾維·亞拉製作了《鋼鐵人》與《無敵浩克》，並協助確保早期融資

億萬富翁兼實業家東尼·史塔克被一個恐怖組織俘虜後為自己製作了一套盔甲。成功逃脫的他決定轉型升級並穿上盔甲以追捕自己公司在私下透過不法手段出售予恐怖分子的武器。
2006年4月，漫威聘請了強·法夫洛執導《鋼鐵人》，並由阿特·馬庫姆和馬特·霍洛威及馬克·費格斯和霍克·奧斯比的兩組編劇團隊撰寫競賽劇本讓公司選擇。法夫洛把兩組的劇本合而為一，並由約翰·奥古斯特修改。小勞勃·道尼於2006年9月獲選為主角，他為此蓄了山羊鬍子及勤加鍛煉以說服製片人指自己適合該角色。電影的主體拍攝於2007年3月12日開機，開首幾個星期在加利福尼亚州的因約縣拍攝斯塔克在阿富汗被恐怖組織囚禁的部分，團隊還在洛杉磯普雷亞維斯塔的前曉治公司的音場進行製作，並在愛德華空軍基地及拉斯維加斯的凱薩宮酒店取景。《鋼鐵人》於2008年4月14日在悉尼佐治街的大聯盟戲院進行首映，並在4月30日作全球放映，而北美於5月2日上映。
電影片末字幕結束後出現一個片段，由山繆·傑克森飾演的尼克·福瑞，他接觸斯塔克並提出「復仇者聯盟」的事。法夫洛表示，他把這個場景當作是「給粉絲們的一點點小提示……好讓他們知道《復仇者聯盟》的開首方式」。山繆·傑克森在片場中只工作了一天，以免他的客串消息向外洩漏。特效公司光影魔幻工業將美國隊長的盾牌添加於影片的背景之中，法夫洛保留了這個場景。

### 《無敵浩克》（2008年）
科學家布魯斯·班納由於身體暴露在伽馬輻射下導致異變，讓他變成怪物浩克，他為了逃避追捕及避免傷及無辜，他決定獨自出走並遠離人群，尤其是他的最愛貝蒂·羅斯，選擇過著隱姓埋名的生活。然而班納被美軍尋獲，為了防止軍方利用他的狀況作為武器，班納設法把自己治癒。
2006年1月，由於環球影業未能於最後限期前開展2003年由李安執導的《綠巨人浩克》的續集，故此漫威決定從環球影業手中收回《無敵浩克》角色的電影改編版權，然而環球保留了《無敵浩克》系列電影的未來發行權。取回電影改編版權後，漫威並沒有繼續開拍續集，而是聘請了路易·萊特瑞爾執導重啟作品《無敵浩克》。萊特瑞爾起初由於對李安的尊重而推卻此工作，但後來又重新考慮下決定簽約。電影的劇本由塞克·潘撰寫，他曾為2003年的《綠巨人浩克》撰寫劇本大綱。2006年4月，愛德華·諾頓與漫威進入商談階段，出演布魯斯·班納，並重寫了潘的劇本，儘管潘仍然是該片唯一的編劇。電影於2007年7月9日開始拍攝，主體拍攝在多倫多進行，並在紐約和里約熱內盧取景。電影於2008年6月8日在吉布森圓形劇場裡舉行首映禮，並於6月13日正式上映。
電影的時間設定於《鋼鐵人2》與《雷神索爾》中的事件同時發生，前者是設定在《鋼鐵人》的6個月後。小勞勃·道尼在電影結尾中客串演出，重演《鋼鐵人》的托尼·斯塔克一角。小勞勃·道尼表示，製片人「只是希望在我們的超級英雄中製造交集，我在片中恰好跟威廉·赫特所飾演的羅斯將軍接觸，基本上我們或許只是一起進行有限度的合作關係。很棒的一種東西就是他——和我都不想放棄太多東西——但他被我找到時已經處於失修的狀態，然後我看著他飾演這麼一個強而有力的角色時，他卻有一半的狀態收在袋裡，感覺真是很有趣。」此外，電影以美國隊長正處於冰封之中作為另一個開場，此收錄於電影的DVD版本中。

### 《鋼鐵人2》（2010年）

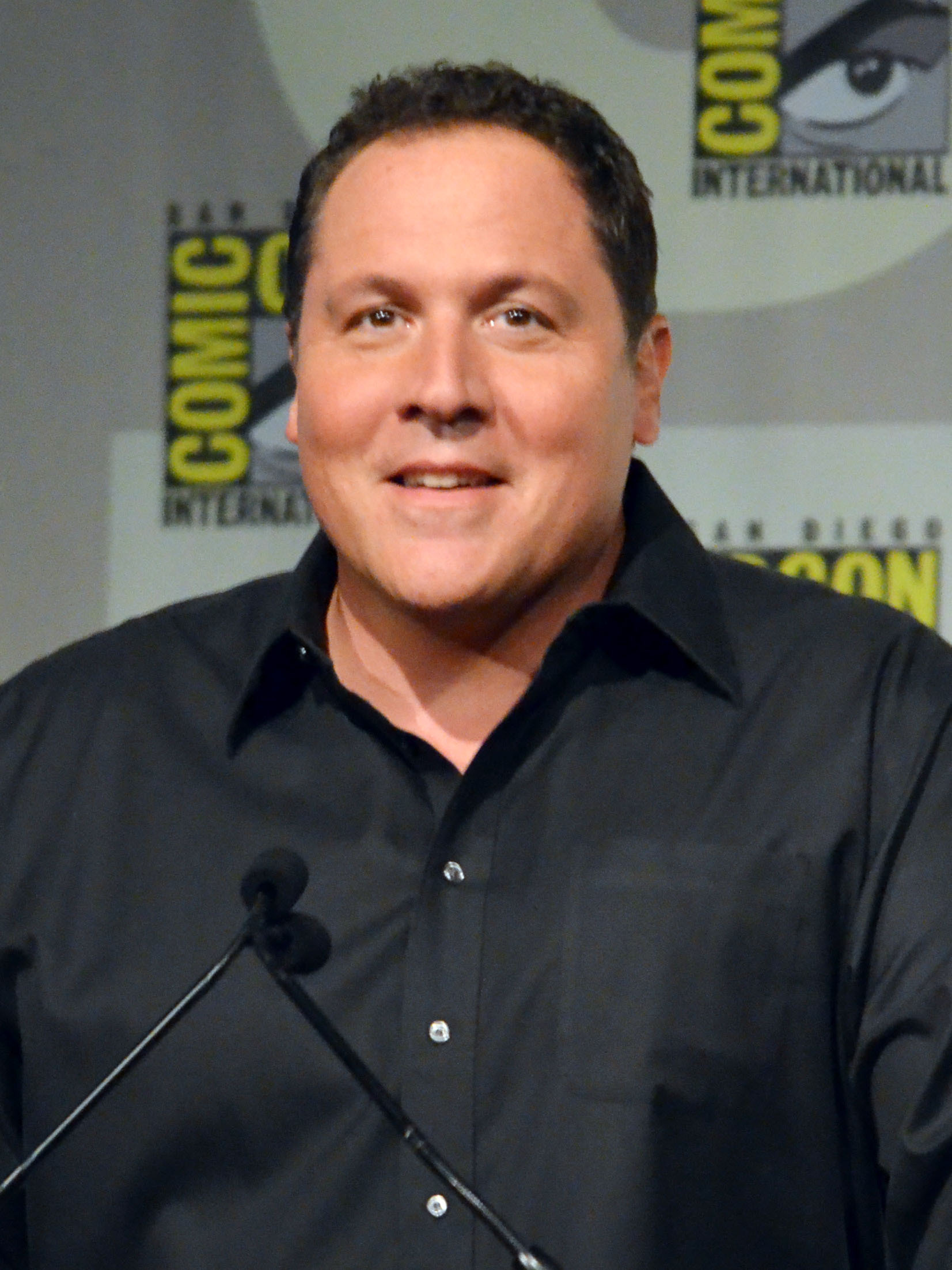
《鋼鐵人》與《鋼鐵人2》的導演強·法夫洛把山繆·傑克森客串的片段加入首部電影的字幕後段，這有助建立漫威共享宇宙的概念

東尼·史塔克向公眾揭示自己就是鋼鐵人後，美國聯邦政府要求他交出自己所擁有的技術。與此同時，一名跟他競爭的實業家對手與俄羅斯科學家合謀利用其技術來對付他。
2008年5月，隨著《鋼鐵人》的成功，漫威宣布正為其開展續集，名為《鋼鐵人2》，強·法夫洛回歸繼續擔任導演一職，而賈斯汀·塞洛克斯獲聘根據法夫洛及小勞勃·道尼的原創故事來撰寫劇本。2008年10月，道尼與漫威簽訂一份四部電影的合約，包括此前的第一部電影《鋼鐵人》，當·卓度取代泰倫斯·霍華出演詹姆斯·羅德。山繆·傑克森簽約由首齣的片末起計，在9部電影中飾演尼克·福瑞，史嘉蕾·喬韓森則選為飾演在多部電影中出場的黑寡婦。電影的主體拍攝於2009年4月6日在加利福尼亞州帕薩迪納的帕薩迪納共濟會教堂（Pasadena Masonic Temple）開機。大部分的拍攝工作都在加州曼哈頓海灘的羅利影城中取景，其他的取景地點包括在摩納哥、愛德華兹空軍基地和塞普爾韋達大壩。《鋼鐵人2》於2010年4月26日在洛杉磯的埃爾卡皮坦劇院舉行首映，並於4月28日至5月7日在全球其他多國上映，北美地區則於5月7日發行。
影片主題故事發生在《鋼鐵人》的6個月後，並跟《無敵浩克》及《雷神索爾》的事件同時發生。製片人繼續再次提及到其他漫威電影，包括是美國隊長的盾牌。法夫洛對此解釋：「我們在上一齣電影中以一個鏡頭的簡要地介紹了美國隊長的盾牌，所以這次真的要走進他的房間中，故此我們必須要弄清楚那個在他工作室的盾牌應該如何面對現實。」《鋼鐵人2》中片末的一幕是在神盾局的安全屋，當中包含了多個彩蛋；在《無敵浩克》的連續鏡頭中，於屏幕上以指標在地圖上顯示幾個與其他漫威電影有關的地點，包括一個指向非洲地區的是與黑豹有關。一個戴著鋼鐵人面具的小孩出現被斯塔克所救；2017年6月，蜘蛛俠的演員湯姆·霍蘭德、凯文·费吉及《蜘蛛人：返校日》的導演強·華茲確認那個小孩就是彼得·帕克。電影的片尾字幕後出現在火山口發現雷神之锤的片段。

### 《雷神索爾》（2011年）
阿斯加德王子索爾因重新燃起休眠的戰火而被放逐到地球，並因此被剝奪他的權力。作為索爾弟弟的洛基，為自己試圖奪取王位的寶座，索爾必須要證明自己具資格並有能力收回他的雷神之鎚。
2006年4月，索尼影業取得《雷神索爾》的電影改編權後，便聘請馬克·普魯托塞維奇來為此開發劇本。2007年8月，漫威聘請馬修·范恩擔任導演，但他於2008年5月退出了拍攝項目。2008年9月，肯尼斯·布萊納與漫威進入商談階段，代替馬修·范恩執導影片，2009年5月，克里斯·漢斯沃與漫威進入商談階段，有意出演主角索爾。湯姆·希德斯頓出演他的弟弟洛基。二人都為角色簽訂多部電影的合約。漫威聘請了艾許利·米勒及柴克·史坦茲為電影撰寫新劇本，此後由唐·佩恩改編。電影於2010年1月11日在加利福尼亞州洛杉磯開始製作，然後在3月轉新墨西哥州聖菲縣加利斯特奧繼續拍攝。《雷神索爾》於2011年4月17日在悉尼佐治街 的伊文特電影劇院（Event Cinemas theatre）舉行全球首映禮，並於5月2日在洛杉磯的埃爾卡皮坦劇院舉行美國的首映。電影從4月21日至30日期間在世界多國發行，北美地區於5月6日起發行。
電影設定跟《無敵浩克》及《鋼鐵人2》的事件同時發生，後者故事發生時間設定於《鋼鐵人》的6個月後。曾在《鋼鐵人》及《鋼鐵人2》當中飾演神盾局探員菲爾·考森的克拉克·格雷格，在《雷神索爾》繼續出演該角色。格雷格表示：「探員菲爾·考森是其中一個此前未出現於漫畫中的角色，在《鋼鐵人》中是個非常小的角色，而我則很幸運，他們決定擴展這個角色，並讓他融入在漫威的宇宙系列當中。」已簽約於《復仇者聯盟》中演出「鷹眼」克林特·巴頓的傑瑞米·雷納在《雷神索爾》中客串出場。肯尼斯·布萊納說「當索爾闖入神盾局的營地時，在行動上總會有一個人在籃子裡」，當製片人告訴他指他們希望傑瑞米·雷納飾演的鷹眼擔當這角色時，他感到相當興奮。
電影片末的字幕結束時的彩蛋出現索爾弟弟的洛基，洛基看著艾瑞克·沙維格與尼克·福瑞正在討論宇宙魔方。這個場景由執導《復仇者聯盟》的喬斯·溫登拍攝。飾演艾瑞克·沙維格的史戴倫·史柯斯嘉透露，他在首次看過《雷神索爾》的劇本時，那個場景並不包括在其中，直到他同意在《復仇者聯盟》演出後才收到該場戲的幾頁劇本。

### 《美國隊長：復仇者先鋒》（2011年）
1942年，史提芬·羅傑斯被認為身體並不適合加入美國陸軍以及在第二次世界大戰中打擊納粹德國。一心想要參軍的他被招募進行秘密的軍事行動，他的身體被用作軍方的實驗而變成非常強壯的超級士兵——美國隊長，他要對付的就是納粹的科研部門海德勒的領袖——紅骷髏。
2006年4月，漫威聘請大衛·賽爾夫為《美國隊長：復仇者先鋒》撰寫劇本。2008年11月，喬·約翰斯頓簽約為電影執導，克里斯多佛·馬庫斯及史蒂芬·麥費利獲聘為劇本進行改編。2010年3月，克里斯·伊凡確認演出美國隊長，雨果·威明出演紅骷髏。製作於2010年6月28日在英國開始，取景地點包括倫敦、卡爾文特、曼彻斯特和利物浦。《美國隊長：復仇者先鋒》於2011年7月19日在洛杉磯埃爾卡皮坦劇院舉行首映，北美地區於7月22日發行，並在7月27日全球發行。
《雷神索爾》的片末字幕後提及到的宇宙魔方成為了《美國隊長：復仇者先鋒》的麥高芬。多明尼克·庫柏在影片中飾演年輕的霍華·史塔克，也就是東尼·史塔克的父親，他主持了早期的史塔克博覽會，而他的兒子托尼則在《鋼鐵人2》裡也同樣主持了一場博覽會。尼克·福瑞現身於電影的最後一幕，字幕結束後的彩蛋為電影《復仇者聯盟》的先行預告短片。

### 《復仇者聯盟》（2012年）
神盾局局長尼克·福瑞集合了鋼鐵人、浩克、索爾、美國隊長、鷹眼及黑寡婦六位超级英雄在一起，共同對抗試圖以陰謀征服地球的洛基。
2007年6月，《無敵浩克》的編劇塞克·潘獲聘為《復仇者聯盟》編劇。2010年4月，喬斯·溫登確定執導影片，並改編了潘的劇本。漫威宣布愛德華·諾頓將不會繼續飾演「浩克」布魯斯·班納。2010年7月，馬克·盧法洛確定接替愛德華·諾頓出演該角色。小勞勃·道尼、克里斯·伊凡、克里斯·漢斯沃、史嘉蕾·喬韓森、傑瑞米·雷納、湯姆·希德斯頓和山繆·傑克森都會繼續出演各自的角色。電影的主體拍攝於2011年4月在新墨西哥州阿爾伯克基開機，後來於8月轉到俄亥俄州克里夫蘭，9月轉到紐約市。電影的首映於2012年4月11日在洛杉磯的埃爾卡皮坦劇院舉行，而電影於北美在5月4日正式上映。
在《鋼鐵人》和《鋼鐵人2》中飾演小辣椒·波茲的葛妮絲·派特洛因道尼的堅持才得以保留在電影中。在此以前，導演喬斯·溫登並沒有打算讓英雄電影的配角繼續在此電影中出現，他說：「你必須把這些角色從配角中分隔出來，這樣才能創造孤立的環境讓他們組成一個（新的）團隊。」艾維·亞拉指索尼影業與迪士尼公司曾商討過把《蜘蛛人：驚奇再起》中的奥斯企業大樓納入《復仇者聯盟》的高潮戲所在，然而，凯文·费吉表示雙方距離達成協議還要很遠。由達米恩·波蒂埃飾演的超級反派薩諾斯於片尾字幕中段彩蛋里出現。

## 時間線
在第一階段，各部電影的故事之間存在聯繫，但此時漫威影業仍未為此電影宇宙制訂長期規劃。《鋼鐵人2》的主題故事發生在《鋼鐵人》的6個月後。根據尼克·福瑞的表態，《雷神索爾》的主題故事與《鋼鐵人2》的發生時間相近。在官方衍生漫畫《福瑞的重大一週》中，《無敵浩克》、《鋼鐵人2》和《雷神索爾》均發生在同一週之內，《復仇者聯盟》的一年之前。編劇克里斯多佛·約斯特和艾瑞克·皮爾森繪製了漫威電影宇宙第一階段大事件時間線，並得到凱文·費吉和漫威影業的認可。為宣傳電影《復仇者聯盟》，2012年5月，漫威釋出第一階段正式的資訊圖表。

## 演員及角色
| 角色                   | 鋼鐵人          | 無敵浩克                 | 鋼鐵人2       | 雷神奇俠        | 美國隊長：復仇者先鋒 | 復仇者聯盟      |
| 角色                   | 2008            | 2008                     | 2010          | 2011            | 2011                 | 2012            |
| ---------------------- | --------------- | ------------------------ | ------------- | --------------- | -------------------- | --------------- |
| 布魯斯·班納 浩克       |                 | 艾德華·諾頓卢·弗里基诺音 |               |                 |                      | 馬克·盧法洛     |
| 克林特·巴頓 鷹眼       |                 |                          |               | 傑瑞米·雷納客   |                      | 傑瑞米·雷納     |
| 菲爾·考森短            | 克拉克·格雷格   |                          | 克拉克·格雷格 | 克拉克·格雷格   |                      | 克拉克·格雷格   |
| 尼克·福瑞              | 山繆·傑克森客   |                          | 山繆·傑克森   | 山繆·傑克森客   | 山繆·傑克森          | 山繆·傑克森     |
| 洛基                   |                 |                          |               | 湯姆·希德斯頓   |                      | 湯姆·希德斯頓   |
| 小辣椒·波茲            | 葛妮絲·派特洛   |                          | 葛妮絲·派特洛 |                 |                      | 葛妮絲·派特洛   |
| 詹姆斯·羅德 戰爭機器   | 泰倫斯·霍華     |                          | 當·卓度       |                 |                      |                 |
| 史提芬·羅傑斯 美國隊長 |                 |                          |               |                 | 克里斯·伊凡          | 克里斯·伊凡     |
| 娜塔莎·羅曼諾夫 黑寡婦 |                 |                          | 史嘉蕾·喬韓森 |                 |                      | 史嘉蕾·喬韓森   |
| 艾瑞克·沙維格          |                 |                          |               | 史戴倫·史柯斯嘉 |                      | 史戴倫·史柯斯嘉 |
| 霍華·史塔克            | 傑拉德·桑德斯图 |                          | 约翰·斯莱特利 |                 | 多明尼克·庫柏        |                 |
| 東尼·史塔克 鋼鐵人短   | 小勞勃·道尼     | 小勞勃·道尼客            | 小勞勃·道尼   |                 |                      | 小勞勃·道尼     |
| 索爾                   |                 |                          |               | 克里斯·漢斯沃   |                      | 克里斯·漢斯沃   |

## 音樂

### 電影原聲帶
| 序 | 名稱                     | 美國發行日期  | 時長    | 作曲              | 音樂廠牌             |
| -- | ------------------------ | ------------- | ------- | ----------------- | -------------------- |
| 1  | 《鋼鐵人》               | 2008年5月6日  | 0:54:14 | 拉敏·賈瓦帝       | 獅門唱片             |
| 2  | 《無敵浩克》             | 2008年6月13日 | 1:50:55 | 克雷格·阿姆斯特朗 | 漫威音樂             |
| 3  | 《鋼鐵人2》              | 2010年7月20日 | 1:12:01 | 約翰·戴柏尼       | 哥倫比亞唱片         |
| 4  | 《雷神索爾》             | 2011年5月3日  | 1:11:53 | 帕特里克·道爾     | 博偉唱片／漫威音樂   |
| 5  | 《美國隊長：復仇者先鋒》 | 2011年7月19日 | 1:11:53 | 亞倫·席維斯崔     | 博偉唱片／漫威音樂   |
| 6  | 《復仇者聯盟》           | 2012年5月1日  | 1:04:25 | 亞倫·席維斯崔     | 好萊塢唱片／漫威音樂 |

### 合輯
| 名稱                                                              | 美國發行日期  | 時長  | 音樂廠牌             |
| ----------------------------------------------------------------- | ------------- | ----- | -------------------- |
| AC/DC: Iron Man 2                                                 | 2010年4月19日 | 60:15 | 哥倫比亞唱片         |
| Avengers Assemble (Music from and Inspired by the Motion Picture) | 2012年5月1日  | 48:20 | 好萊塢唱片／漫威音樂 |

### 單曲
| 名稱         | 美國發行日期  | 時長 | 作曲         | 音樂廠牌             |
| ------------ | ------------- | ---- | ------------ | -------------------- |
| Live to Rise | 2012年4月17日 | 4:40 | 聲音花園樂隊 | 好萊塢唱片／漫威音樂 |

## 家庭媒體
| 序 | 電影                     | 數位版發行日期 | DVD/藍光發行日期 |
| -- | ------------------------ | -------------- | ---------------- |
| 1  | 《鋼鐵人》               |                | 2008年9月30日    |
| 2  | 《無敵浩克》             |                | 2008年10月21日   |
| 3  | 《鋼鐵人2》              |                | 2010年9月28日    |
| 4  | 《雷神索爾》             |                | 2011年9月13日    |
| 5  | 《美國隊長：復仇者先鋒》 |                | 2011年10月25日   |
| 6  | 《復仇者聯盟》           | 2012年9月25日  | 2012年9月25日    |

2012年6月，漫威宣佈將於2012年9月25日發售10碟套裝電影合輯《漫威電影宇宙——第一階段：復仇者集結》（Marvel Cinematic Universe: Phase One – Avengers Assembled），包括第一階段6部影片的藍光光碟和3D藍光影碟，包裝盒為電影《復仇者聯盟》中所出現的尼克·福瑞公文包的複製品。2012年8月，替《復仇者聯盟》開發公文包的箱包有限公司日默瓦（Rimowa GmbH）向美國聯邦法院入稟，向漫威影業及博偉家庭娛樂公司提出起訴，起訴指漫威沒有在日默瓦的任何許可或授權下，以任何目的去製作公文包的複製品。經過重新設計的套裝於2013年4月2日發行。該套裝還包括了即將上映的第二階段電影的花絮，當中包括一些鏡頭和概念藝術作品，還有第一階段電影中未曾公開的刪剪片段。

## 迴響

### 票房表現
無論是否考慮經濟通貨膨脹，漫威電影宇宙系列電影均是全球最高票房的系列電影，共計達到225億美元，其中第一階段總票房為38億美元。儘管第一階段的票房總額是當前所有階段中票房最少的，但其中2012年影片《復仇者聯盟》是全球第一部票房超過10億美元的電影。
| 序   | 電影                     | 美國上映日期  | 票房收入       | 票房收入       | 票房收入       | 票房歷史總榜排名 | 票房歷史總榜排名 | 製作成本     | 來源    |
| 序   | 電影                     | 美國上映日期  | 北美           | 北美之外       | 全球           | 北美             | 全球             | 製作成本     | 來源    |
| ---- | ------------------------ | ------------- | -------------- | -------------- | -------------- | ---------------- | ---------------- | ------------ | ------- |
| 1    | 《鋼鐵人》               | 2008年5月2日  | $319,034,126   | $266,762,121   | $585,796,247   | 82               | 181              | $1.4億       | [ 133 ] |
| 2    | 《無敵浩克》             | 2008年6月13日 | $134,806,913   | $129,964,083   | $264,770,996   | 472              | 599              | $1.375–1.5億 | [ 134 ] |
| 3    | 《鋼鐵人2》              | 2010年5月7日  | $312,433,331   | $311,500,000   | $623,933,331   | 87               | 163              | $1.7–2.0億   | [ 135 ] |
| 4    | 《雷神索爾》             | 2011年5月6日  | $181,030,624   | $268,295,994   | $449,326,618   | 268              | 273              | $1.5億       | [ 136 ] |
| 5    | 《美國隊長：復仇者先鋒》 | 2011年7月22日 | $176,654,505   | $193,915,269   | $370,569,774   | 285              | 374              | $1.4億       | [ 137 ] |
| 6    | 《復仇者聯盟》           | 2012年5月4日  | $623,357,910   | $895,457,605   | $1,518,815,515 | 10               | 9                | $2.2億       | [ 138 ] |
| 總計 | 總計                     | 總計          | $1,746,887,409 | $2,065,892,545 | $3,812,779,954 | –                | –                | $9.56–10億   |         |

### 評價
| 序 | 電影                     | 專業評價         | 專業評價       | 公眾評價 |
| 序 | 電影                     | 爛番茄           | Metacritic     | 影院評分 |
| -- | ------------------------ | ---------------- | -------------- | -------- |
| 1  | 《鋼鐵人》               | 94%（278篇評論） | 79（38篇評論） | A        |
| 2  | 《無敵浩克》             | 67%（231篇評論） | 61（38篇評論） | A−       |
| 3  | 《鋼鐵人2》              | 73%（297篇評論） | 57（40篇評論） | A        |
| 4  | 《雷神索爾》             | 77%（284篇評論） | 57（40篇評論） | B+       |
| 5  | 《美國隊長：復仇者先鋒》 | 80%（267篇評論） | 66（43篇評論） | A−       |
| 6  | 《復仇者聯盟》           | 92%（354篇評論） | 69（43篇評論） | A+       |

## 衍生媒體

### 短片
| 序 | 短片                           | 美國發行日期   | 導演                 | 編劇          | 監製      | 時長     | 收錄於影片               |
| -- | ------------------------------ | -------------- | -------------------- | ------------- | --------- | -------- | ------------------------ |
| 1  | 《神盾顧問》                   | 2011年9月13日  | 雷森姆               | 艾瑞克·皮爾森 | 凱文·費吉 | 3分57秒  | 《雷神索爾》             |
| 2  | 《尋找雷神之鎚路上發生的趣事》 | 2011年10月25日 | 雷森姆               | 艾瑞克·皮爾森 | 凱文·費吉 | 4分3秒   | 《美國隊長：復仇者先鋒》 |
| 3  | 《47號物品》                   | 2012年9月25日  | 路易斯·德·埃斯波西托 | 艾瑞克·皮爾森 | 凱文·費吉 | 11分21秒 | 《復仇者聯盟》           |

### 漫画書
| 標題                                           | 期數 | 出版日期       | 出版日期       |
| 標題                                           | 期數 | 首期           | 終期           |
| ---------------------------------------------- | ---- | -------------- | -------------- |
| Iron Man: I Am Iron Man!                       | 2    | 2010年1月27日  | 2010年2月24日  |
| Iron Man 2: Public Identity                    | 3    | 2010年4月28日  | 2010年5月12日  |
| Iron Man 2: Agents of S.H.I.E.L.D.             | 1    | 2010年9月1日   | 2010年9月1日   |
| Captain America: First Vengeance               | 4    | 2011年5月4日   | 2011年6月29日  |
| Marvel's The Avengers Prelude: Fury's Big Week | 4    | 2012年3月7日   | 2012年4月18日  |
| Marvel's The Avengers: Black Widow Strikes     | 3    | 2012年5月2日   | 2012年6月6日   |
| Marvel's Iron Man 2                            | 2    | 2012年11月7日  | 2012年12月5日  |
| Marvel's Thor                                  | 2    | 2013年1月16日  | 2013年2月20日  |
| Marvel's Captain America: The First Avenger    | 2    | 2013年11月6日  | 2013年12月11日 |
| Marvel's The Avengers                          | 2    | 2014年12月24日 | 2015年1月7日   |

### 書籍
2015年9月，漫威發行了《漫威電影宇宙手冊》（Guidebook to the Marvel Cinematic Universe）。2015年10月至2016年1月期間，漫威每個月依次發行《漫威電影宇宙手冊：〈鋼鐵人〉》（Guidebook to the Marvel Cinematic Universe: Marvel's Iron Man）、《漫威電影宇宙手冊：〈無敵浩克〉和〈鋼鐵人2〉》（Guidebook to the Marvel Cinematic Universe: Marvel's Incredible Hulk / Marvel's Iron Man 2）、《漫威電影宇宙手冊：〈雷神索爾〉》（Guidebook to the Marvel Cinematic Universe: Marvel's Thor）和《漫威電影宇宙手冊：〈美國隊長：復仇者先鋒〉》（Guidebook to the Marvel Cinematic Universe: Marvel's Captain America: The First Avenger）。

### 遊戲
| 遊戲               | 美國發行日期  | 發行商            | 開發商                       | 平台                                                                       | 平台                              | 平台            |
| 遊戲               | 美國發行日期  | 發行商            | 開發商                       | 家用遊戲機／個人電腦                                                       | 掌上遊戲機                        | 手機            |
| ------------------ | ------------- | ----------------- | ---------------------------- | -------------------------------------------------------------------------- | --------------------------------- | --------------- |
| 鋼鐵人             | 2008年5月2日  | Sega              | Secret Level                 | PlayStation 3, Xbox 360                                                    | –                                 | –               |
| 鋼鐵人             | 2008年5月2日  | Sega              | Artificial Mind and Movement | PlayStation 2, Wii, Microsoft Windows                                      | Nintendo DS, PlayStation Portable | –               |
| 鋼鐵人             | 2008年5月2日  | Sega              | Hands-On Mobile              | –                                                                          | –                                 | 各系統          |
| 無敵浩克           | 2008年6月5日  | Sega              | Edge of Reality              | PlayStation 2, PlayStation 3, Xbox 360, Wii, Microsoft Windows             | –                                 | –               |
| 無敵浩克           | 2008年6月5日  | Sega              | Amaze Entertainment          | –                                                                          | Nintendo DS                       | –               |
| 無敵浩克           | 2008年6月5日  | Sega              | Hands-On Mobile              | –                                                                          | –                                 | 各系統          |
| 鋼鐵人2            | 2010年5月4日  | Sega              | Sega Studios San Francisco   | PlayStation 3, Xbox 360                                                    | –                                 | –               |
| 鋼鐵人2            | 2010年5月4日  | Sega              | High Voltage Software        | Wii                                                                        | PlayStation Portable              | –               |
| 鋼鐵人2            | 2010年5月4日  | Sega              | Griptonite Games             | –                                                                          | Nintendo DS                       | –               |
| 鋼鐵人2            | 2010年5月4日  | Gameloft          | Gameloft                     | –                                                                          | –                                 | iOS, BlackBerry |
| 雷神索爾           | 2011年5月3日  | Sega              | Liquid Entertainment         | PlayStation 3, Xbox 360                                                    | –                                 | –               |
| 雷神索爾           | 2011年5月3日  | Sega              | Red Fly Studio               | Wii                                                                        | Nintendo 3DS                      | –               |
| 雷神索爾           | 2011年5月3日  | Sega              | WayForward Technologies      | –                                                                          | Nintendo DS                       | –               |
| 美國隊長：超級士兵 | 2011年7月19日 | Sega              | Next Level Games             | PlayStation 3, Xbox 360                                                    | –                                 | –               |
| 美國隊長：超級士兵 | 2011年7月19日 | Sega              | High Voltage Software        | Wii                                                                        | Nintendo 3DS                      | –               |
| 美國隊長：超級士兵 | 2011年7月19日 | Sega              | Graphite Games               | –                                                                          | Nintendo DS                       | –               |
| 其他遊戲           |               |                   |                              |                                                                            |                                   |                 |
| 樂高：復仇者聯盟   | 2016年1月26日 | 華納兄弟互動娛樂  | TT Games                     | PlayStation 3, PlayStation 4, Xbox One, Microsoft Windows, Xbox 360, Wii U | Nintendo 3DS, PlayStation Vita    | –               |
| 樂高：復仇者聯盟   | 2016年3月10日 | Feral Interactive | TT Games                     | macOS                                                                      | –                                 | –               |